# Complement circumstanțial instrumental
Complementul circumstanțial instrumental este o parte secundară de propoziție care face parte din categoria mai largă a complementelor și din cea mai restrânsă a complementelor circumstanțiale. Determină un verb, o interjecție cu sens verbal, un adjectiv provenit din participiu sau un adjectiv derivat de la un verb, indicând instrumentul în sens larg cu ajutorul căruia se efectuează o acțiune sau se manifestă o însușire.
Nu toate gramaticile tratează aparte acest tip de complement. Din punct de vedere semantic se pot distinge relativ multe tipuri de complemente circumstanțiale, și unii gramaticieni au ajuns la concluzia că nu toate sunt utile. De exemplu, ediția a XI-a a gramaticii franceze a lui Grevisse și Goosse distingea 29 de specii de complemente circumstanțiale, dar ediția a XIV-a (2007) le-a redus la opt, considerate esențiale, constatând că celelalte pot fi incluse în cele opt. Astfel, cel instrumental se apropie de complementul circumstanțial de mod. Și Mioara Avram menționează dificultatea delimitării complementului instrumental mai ales de cel de mod, dar și de cel de cauză și de cel de agent.
Părțile de vorbire prin care se exprimă complementul instrumental sunt în principal substantivul, pronumele și numeralul. Acestea denumesc, respectiv reprezintă nu numai inanimate, ci și animate, inclusiv persoane. Diversele grupuri de limbi pot să difere prin construcțiile cu care exprimă acest complement. Unele limbi, cum sunt majoritatea celor slave o fac mai ales prin cazul instrumental fără prepoziție. Alte limbi, cum sunt cele romanice care nu cunosc declinarea, îl exprimă în principal cu ajutorul prepoziției corespunzătoare lui cu. O limbă precum maghiara folosește în acest scop sufixe și postpoziții.

## În limba română
Limba română exprimă instrumentul cel mai adesea cu prepozițiile cu și prin, folosite cu cazul acuzativ, care se distinge formal numai în cazul pronumelor personale de persoana I și a II-a singular: Scrie cu stiloul, N-am cu ce spăla, peisaj descris prin cuvinte, o frumusețe inexprimabilă prin cuvinte, Scriu cu amândouă, Trimit scrisoarea prin tine. Pentru instrumente muzicale sunt specializate prepozițiile la și din: cântă la chitară / din fluier.
Unii gramaticieni consideră sintagmele cu ajutorul, prin intermediul și prin mijlocirea locuțiuni prepoziționale pentru exprimarea instumentului. Acestea se folosesc cu cazul genitiv al părților de vorbire nominale menționate, precum și cu adjectivul posesiv: cu ajutorul meu.
În gramatici ale limbii române se întâlnește și exprimarea instrumentului printr-un verb la gerunziu sau la infinitiv: I-a răspuns punându-i o întrebare, A început prin a-l întreba.
Se include în complementul instrumental și exprimarea lipsei instrumentului: Citește fără a-și pune ochelari.

## În alte limbi
Limba franceză ca limbă romanică se aseamănă cu româna în privința exprimării instrumentului: enfoncer une cheville manuellement ou avec un marteau „a introduce un cep manual sau cu un ciocan”.
În limbile din diasistemul slav de centru-sud este caracteristică exprimarea instrumentului prin cazul instrumental fără prepoziție: Prebrišite staklo vlažnom krpom „Ștergeți sticla cu o cârpă umedă”, prijetiti prstom „a amenința cu degetul”.
Se întâlnește și exprimarea instrumentului prin cazul instrumental cu prepoziția s(a), caracteristică complementului circumstanțial sociativ: Sad hoda sa štapom „Acum umblă cu un baston”.
În sintagmele în care substantivul are ca atribut un cuvânt invariabil ce exprimă cantitatea, se folosește tot prepoziția s(a), iar substantivul este la cazul cerut de cuvântul care exprimă cantitatea: Obično piše s tri raznobojne olovke „De obicei scrie cu trei creioane de culori diferite”, Sad štamparija radi istovremeno s nekoliko mašina „Acum tipografia lucrează cu câteva mașini simultan”.
Alt mod de exprimare a instrumentului este unul analog cu cel românesc în care se folosește locuțiunea prepozițională cu ajutorul: Pretraživali su teren pomoću helikoptera „Cercetau terenul cu ajutorul unui helicopter”. Cuvântul pomoću „cu ajutorul” este la cazul instrumental.
În limba maghiară, instrumentul se exprimă în primul rând cu sufixe, dintre care cel mai caracteristic este -val/-vel, corespondent exact al prepoziției „cu”: kanállal eszik „mănâncă cu lingura”, viccekkel szórakoztat „distrează (pe cineva) cu glume”.
Alte sufixe care exprimă instrumentul sunt:
- -n/-on/-en/-ön, cu sensul principal „pe”: zongorán kísér „acompaniază la pian”, pénzen vásárol „cumpără cu/pe bani”;
- -ban/-ben „în”: írásban rögzít „stabilește în scris”, készpénzben fizet „plătește în numerar”;
- -ból/-ből „din”: munkájából él „trăiește din munca sa”;
- -ért, cu sensul principal „pentru”: száz forintért vettem „l-am cumpărat cu o sută de forinți”.

Alt mijloc de exprimare a instrumentului este cu anumite postpoziții, care corespund în alte limbi cu prepoziții: hirdetés által ismerkedtek meg „s-au cunoscut prin mica publicitate”, Pista révén üzen „transmite mesajul prin Pista”. Există și în maghiară construcția corespunzătoare celei cu locuțiunea „cu ajutorul”: Barátja segítségével nyitotta ki az ajtót „A deschis ușa cu ajutorul prietenului său”.
Pronumele personal prin care se exprimă instrumentul este format din postpoziția által prevăzută cu un sufix personal posesiv: általam/általad üzent „a transmis mesajul prin mine/tine”. Alte tipuri de pronume primesc sufixele și postpozițiile pe care le primesc și substantivele: bármivel megfizetheted „poți plăti cu orice”, ezáltal üzent „a transmis mesajul prin aceasta”.